# ألكس بورغمان
ألكس بورغمان (بالألمانية: Axel Borgmann) (8 يوليو 1994 بمولهايم أن در رور في ألمانيا - ) هو لاعب كرة قدم ألماني في مركز الدفاع. لعب مع نادي فادوتس وشالكه 04 ب.

## وصلات خارجية
- ألكس بورغمان على موقع قاعدة بيانات كرة القدم.إي يو (الإنجليزية)
- ألكس بورغمان على موقع بيانات كرة القدم. دي إي (الألمانية)
- ألكس بورغمان على موقع Soccerway.com (الإنجليزية)
- ألكس بورغمان على موقع عالم كرة القدم.نت (الإنجليزية)
- ألكس بورغمان على موقع AS.com (الإسبانية)